# Seznam ulic v Brně-Útěchově
Seznam ulic v Brně-Útěchově uvádí přehled ulic a veřejných prostranství na území městské části Brno-Útěchov, která je územně totožná s evidenční částí obce Útěchov a s katastrálním územím Útěchov u Brna.

## Seznam
| Název        | Pojmenováno po | Souřadnice                       | Obrázek | Commons            | RÚIAN   | Mapy.cz         |
| ------------ | -------------- | -------------------------------- | ------- | ------------------ | ------- | --------------- |
| Adamovská    | Adamov         | 49°17′14″ s. š., 16°37′52″ v. d. |         | Adamovská (Brno)   | 20842   | stre&id=78930   |
| Bažinka      |                | 49°17′12″ s. š., 16°38′2″ v. d.  |         | Bažinka            | 21156   | stre&id=78961   |
| Bezinková    | bez černý      | 49°17′23″ s. š., 16°38′8″ v. d.  |         | Bezinková (Brno)   | 1588702 | stre&id=5185891 |
| Boří         | borovice       | 49°17′14″ s. š., 16°38′6″ v. d.  |         | Boří (Brno)        | 21580   | stre&id=79003   |
| Chlumy       |                | 49°17′19″ s. š., 16°37′46″ v. d. |         |                    | 22209   | stre&id=79065   |
| Deštná       |                | 49°17′14″ s. š., 16°37′58″ v. d. |         | Deštná (Brno)      | 22632   | stre&id=79107   |
| Dlouhé vrchy |                | 49°17′10″ s. š., 16°38′3″ v. d.  |         | Dlouhé vrchy       | 22161   | stre&id=79061   |
| Doubí        | dub            | 49°17′21″ s. š., 16°37′47″ v. d. |         | Doubí (Brno)       | 22853   | stre&id=79130   |
| Krušinova    |                | 49°17′10″ s. š., 16°37′56″ v. d. |         | Krušinova (Brno)   | 695157  | stre&id=142467  |
| Kubánky      |                | 49°17′17″ s. š., 16°37′42″ v. d. |         | Kubánky            | 660752  | stre&id=140076  |
| Mechová      | mechy          | 49°17′10″ s. š., 16°38′5″ v. d.  |         | Mechová (Brno)     | 28401   | stre&id=79684   |
| Midlochova   | Adolf Midloch  | 49°17′7″ s. š., 16°37′51″ v. d.  |         | Midlochova         | 695165  | stre&id=142468  |
| Mladá        | čas            | 49°17′21″ s. š., 16°37′56″ v. d. |         | Mladá (Brno)       | 28011   | stre&id=79646   |
| Rozcestí     | rozcestí       | 49°17′9″ s. š., 16°37′52″ v. d.  |         | Rozcestí (Brno)    | 695149  | stre&id=142466  |
| Sojčí        | sojka obecná   | 49°17′11″ s. š., 16°37′50″ v. d. |         |                    | 765333  | stre&id=149593  |
| U Kněží hory |                | 49°17′13″ s. š., 16°37′49″ v. d. |         |                    | 36013   | stre&id=80441   |
| V koutku     | místo          | 49°17′16″ s. š., 16°37′59″ v. d. |         | V koutku (Brno)    | 34142   | stre&id=80254   |
| V zahradách  | zahrada        | 49°17′16″ s. š., 16°37′45″ v. d. |         | V zahradách (Brno) | 660761  | stre&id=140077  |
| Ve vilkách   | vila           | 49°17′22″ s. š., 16°38′6″ v. d.  |         | Ve vilkách (Brno)  | 36242   | stre&id=80463   |
| Včelařská    | včelařství     | 49°17′24″ s. š., 16°37′55″ v. d. |         | Včelařská (Brno)   | 34355   | stre&id=80275   |